# Coenonympha tydeus
Coenonympha tydeus är en fjärilsart som beskrevs av John Henry Leech 1892. Coenonympha tydeus ingår i släktet Coenonympha och familjen praktfjärilar. Inga underarter finns listade i Catalogue of Life.